# Karmamudrā
Karmamudra (en sànscrit, 'acció segell' o 'segell d'acció'), anomenat a vegades ioga sexual, és una pràctica sagrada del budisme tàntric vajrayana, basada en el concepte de les relacions sexuals com a manera d'avançar cap al nirvana. Quan es realitza amb un company visualitzat en comptes de físic, rep el nom de jnanamudra. Tot i que és una pràctica controvertida dins del budisme i la majoria de les seues escoles advoquen pel celibat i l'allunyament del plaer sensual, també se li ha reconegut una relació indissoluble amb la funció de la dona budista.

## Concepte
El karmamudra és un mitjà (upaya) per a encaminar-se cap a l'alliberament del samsara. En el seu transcurs, els practicants fan sexe, a voltes fent servir les tècniques físiques o respiratòries del cos subtil (suksma sarira), per a veure el plaer o mahasukha, que allibera la foscor de la ment. Se'l considera una part dels sis iogues de Naropa, tot i que a vegades se l'inclou en la pràctica del tumo.

## Història
El tantra o esoterisme hindú guanyà popularitat durant la dinastia Pala de l'Índia medieval, i dins d'aquest, el karmamudra es desplegà probablement com una alternativa a la soledat monàstica, menys atractiva en determinats estaments socials, amb la mateixa fi de assolir la il·luminació amb la intimitat sexual. Aquests ritus tàntrics van incrementar la inclusivitat del budisme, i amb això les seues veus femenines, encarnades en moltes mestres de karmamudra que hi hagué en aquest període. Es coneixen almenys 16 registres sobre dones budistes compartint aquests coneixements per upadesha o instrucció oral iniciàtica, i si més no set dels principals texts tàntrics tibetans a principis de la dinastia eren obres de dones.
Més tard hi hagué una forta tradició tibetana de ioguis practicants de karmamudra, sobretot membres no cèlibes de la branca terma, laics ngagpa de la branca dzogchen i lames hereditaris de les escoles nyingma (especialment anuyoga), sakya (en la meditació lamdre) i kagyu. La seua manera de viure escandalitzava les altres escoles i comunitats monàstiques, sobretot les de la branca Gelug, que valoraven la disciplina d'apartar-se del plaer físic. Tanmateix, la doctrina gelug anomenada kalachakra també incloïa aquesta pràctica.
Hui, les opinions sobre el karmamudra continuen dividides. El mestre gelug Thubten Yeshe n'ha parlat a favor, mentre que l'actual dalai-lama desaprova aquesta secció del kalachakra i opina que es poden assolir els mateixos objectius amb la versió visualitzada o jnanamudra.

## Controvèrsies
El mestre de vipassana Jack Kornfield recull un testimoniatge d'un lama ancià que triava una monja de 13 o 14 anys com a consort sexual cada any, i un cert nombre de dones occidentals que havien tingut sexe amb els seus lames en circumstàncies legalment dubtoses.
L'acadèmica feminista i antiga monja kagyu June Campbell s'oposa al karmamudra tibetà. Diu haver-ne format part d'un amb l'encarnació de Kalu Rinpoche quan tenia vint anys, i que malgrat que llavors no es va sentir explotada, anys més tard arribà a la conclusió que en la relació hi havia un desequilibri de poder semblant a l'abús.